# Коричнева лісова черепаха
Коричнева лісова черепаха (Rhinoclemmys annulata) — вид черепах з роду Носата плямиста черепаха родини Азійські прісноводні черепахи. Інша назва «носата черепаха кільцева».

## Опис
Загальна довжина карапаксу досягає 20 см. Голова маленька з носом, що виступає та гачкуватим дзьобом. Карапакс сплощений з дуже невеликим кілем. Пластрон доволі великий, у самців на ньому є увігнутість. У самців більшій та товщий хвіст ніж у самиць. Плавальні перетинки на лапах відсутні. Втім на кінцівках є великі щитки.
Голова коричнева. Широка жовта або червона смуга тягнеться від орбіти ока до шиї, але може бути відсутньою. Інша смуга йде під оком до щитка, де з'єднується з такою ж смугою від верхньої щелепи. Також смуги йдуть від ока до кінчика морди. Карапакс коричнево-чорний з жовтою пігментацією. Забарвлення карапаксу і малюнок можуть сильно коливатися. Перетинка і пластрон жовті по краях і коричнево-чорні в центрі, утворюють таким чином, щось  подібне до світлого кільця навколо темної середини. Звідси походить латинська назва цієї черепахи. Щитки на лапах жовтого кольору з темними смужками.

## Спосіб життя
Полюбляє лісову та гірську місцини. Веде наземний спосіб життя. Активна вранці. Також активна відразу після сильних дощів. У спеку шукає водойми і занурюється у воду. Зустрічається на висоті до 1500 м над рівнем моря. Харчується папороттю, листям кущів, молодою порослю, фруктами.
Самиця відкладає яйця протягом усього року. У кладці 1—2 еліптичних яйця 70×37 мм. Розмір новонароджених черепашенят завдовжки 63 мм.

## Розповсюдження
Мешкає від південного сходу Гондурасу через схід Нікарагуа, Коста-Рики та Панами до західної Колумбії і Еквадору.